# Fairey FC1
El Fairey FC1 fue un proyecto de avión comercial británico de la década de 1930. Aunque se realizó un pedido de 14 FC1 en 1938, los trabajos se detuvieron con el estallido de la Segunda Guerra Mundial y no se construyó ningún ejemplar.

## Diseño y desarrollo
En 1938, el Ministerio del Aire británico, deseoso de impulsar el desarrollo de los aviones comerciales terrestres británicos, que se consideraban rezagados respecto a los diseños extranjeros, emitió dos especificaciones para nuevos aviones de pasajeros: la primera, la Especificación 14/38, para un avión de pasajeros de largo alcance, y la segunda, la 15/38, para un avión de corto y medio alcance. La Especificación 14/38 se emitió únicamente para Short Brothers, que produjo su diseño S.32 para cubrirla, mientras que la 15/38 se emitió para varias compañías, entre ellas Fairey Aviation y General Aircraft Limited.
La propuesta de Fairey, el FC1, fue elegida como ganadora del concurso en octubre de 1938, y se realizó un pedido de dos prototipos y doce aviones de producción, para ser utilizados por British Airways Ltd., el 12 de noviembre de 1938.
El FC1 era un monoplano de cuatro motores, de ala baja y con cabina presurizada, con capacidad para 26 pasajeros y 5 tripulantes. Llevaba un tren de aterrizaje con ruedas de morro y cuatro motores radiales Bristol Taurus para propulsar el avión.
Para conseguir un largo alcance, el avión fue diseñado para un crucero eficiente con los motores a media potencia. Esto requirió una aerodinámica cuidadosa, tanto para la forma del fuselaje como para el acabado cuidadoso de la superficie. La resistencia se redujo por el pequeño tamaño de las alas y su alta carga alar de 32 lb/pie cuadrado. Por contra, esto hacía que el avión fuera difícil de manejar, especialmente con una alta velocidad de aterrizaje, pero esto fue contrarrestado por el nuevo desarrollo del flap Fairey-Youngman. El flap Fairey-Youngman fue patentado en 1941. Estos flaps eran grandes, de alrededor de 1/3 de la cuerda del ala. Su movimiento se realizaba en dos fases, controladas por una articulación; primero, el flap bajaba por debajo del ala y aproximadamente en paralelo, convirtiendo al avión en casi un sesquiplano. Esto proporcionaba una sustentación mejorada, pero con poca resistencia adicional, y se utilizaba para el aterrizaje. Los flaps podían extenderse aún más para el aterrizaje, ahora girando hacia abajo a 30° como un flap ranurado. Con el uso de flaps, la carga alar se reducía al equivalente a 25 lb/pie cuadrado y también se obtenía una ganancia en el coeficiente de sustentación de alrededor del 31 %. El flap Fairey-Youngman y su movimiento paralelo inicial hacia abajo fueron reemplazados en otras aeronaves por el flap tipo Fowler, que también tenía un movimiento paralelo inicial, aunque se deslizaba hacia atrás. Fairey sí utilizó este diseño de flap en otras aeronaves, como el bombardero en picado Fairey Barracuda, ya que el diseño podía modificarse para girar también el flap extendido hacia arriba, actuando como freno de picado.
Se dice que Charles Richard Fairey gastó al menos un millón de libras de su propio bolsillo en el proyecto. El proyecto se canceló el 17 de octubre de 1939 tras el estallido de la Segunda Guerra Mundial en septiembre. Fairey propuso reiniciarlo tras el fin de la guerra en 1945, instalando motores más modernos, pero la propuesta no prosperó.
Cuando el entonces Secretario de Estado del Aire, al ser preguntado en la Cámara de los Comunes sobre el trayecto de Londres a Singapur realizado por Imperial Airways, si se estaban construyendo aviones modernos para Imperial Airways que pudieran reducir la duración del trayecto, respondió: «Se pretende acelerar progresivamente el horario del Servicio Empire mediante la ampliación de los vuelos nocturnos y, a su debido tiempo, la construcción de aviones. Fairey ya ha sido encargado de la producción de 14 prototipos, cuya finalización está prevista para 1941 o 1942, para utilizarlos en esta y otras rutas».

## Especificaciones (diseño de marzo de 1939)
Referencia datos: Fairey Aircraft since 1915

### Características generales
- Tripulación: Cinco
- Capacidad: 26 pasajeros
- Longitud: 25 m (82 ft)
- Envergadura: 32 m (105 ft)
- Superficie alar: 120 m² (1291,7 ft²)
- Peso cargado: 19 051 kg (41 988,4 lb) (salto corto)
- Planta motriz: 4× motor radial de 14 cilindros en dos filas refrigerado por aire Bristol Taurus.
  - Potencia: 750 kW (1034 HP; 1020 CV) cada uno.

### Rendimiento
- Velocidad máxima operativa (Vno): 443 km/h (275 MPH; 239 kt) a 3970 m (13 000 pies)
- Velocidad crucero (Vc): 362 km/h (225 MPH; 195 kt)
- Alcance: 2700 km (1458 nmi; 1678 mi)

## Aeronaves relacionadas

### Aeronaves similares
- De Havilland Albatross